# Сфорца
Сфорца (итал. Sforza) — правящая династия в Италии периода Ренессанса, миланские герцоги.

## История династии
Основателем рода был Муцио Аттендоло (1369—1423), прозванный «Сфорца» (от итал. sforzare — «напрягать, давить», глагол, производный от итал. forza — «сила»), кондотьер из Романьи, служивший неаполитанским королям из анжуйской династии.
Его сын Франческо Сфорца стал править Миланом с 1450 года, став герцогом после смерти своего тестя, последнего из угасающего рода Висконти. Миланское герцогство включало в себя большую часть Ломбардии, Геную, Павию и Парму. Правители из династии Сфорца способствовали превращению Милана в значительный культурный центр.
Наиболее видным представителем династии был Людовико Моро, сначала правивший неофициально при своем малолетнем и слабовольном племяннике герцоге Джан Галеаццо Сфорца, и носивший титул герцога де Бари. После его смерти он сумел получить герцогский титул в обход прямых наследников — детей своего племянника. Однако эта интрига не пошла ему на пользу, так как начались Итальянские войны, и французы покорили Милан, а его взяли в плен, в котором он и скончался. Со временем французы были изгнаны и династия Сфорца вернулась на престол, однако этот успех был кратким. Со смертью Франческо II династия Сфорца пресеклась; в 1535 году Милан вошёл в состав владений Священной Римской империи.

## Представители рода

### Герцоги
1. Франческо Сфорца — 1450—1466
2. Галеаццо Мария Сфорца — 1466—1476, сын предыдущего
3. Джан Галеаццо Сфорца — 1476—1494, сын предыдущего
4. Людовико Моро — 1480—1499, реставрация 1500. Дядя предыдущего по отцу
5. Массимилиано Сфорца — 1512—1515, сын предыдущего
6. Франческо II Мария Сфорца — 1521—1535, брат предыдущего

### Прочие
- Баттиста Сфорца — супруга Федериго да Монтефельтро, герцога Урбинского — модель знаменитых парных портретов Пьеро делла Франчески
- Бьянка Сфорца — супруга императора Максимилиана I
- Бона Сфорца — супруга Сигизмунда I, польская королева и великая княгиня литовская
- Катерина Сфорца — «Тигрица Романьи»
- Джованни Сфорца — один из мужей знаменитой Лукреции Борджиа

## Произведения искусства
- Миланский замок Сфорца, по образцу которого итальянские архитекторы возвели стены Московского Кремля[1]
- Одна из знаменитых колод Таро — колода Висконти — Сфорцы, датируемая 1428 годом, изготовлена художником Бонифацио Бембо к свадьбе Бьянки Висконти с Франческо Сфорцы[2]. Его же — парные портреты супругов
- Леонардо да Винчи долго и безрезультатно пытался создать конную статую Франческо Сфорцы[3]
- Рукописный «Часослов Сфорца», иллюстрированный миниатюрами (около 1490), ныне в Британской библиотеке (Лондон)[4]
- Так называемый «Триптих Сфорца» Рогира ван дер Вейдена создан художником для Алессандро Сфорца[5]
- «Алтарь Сфорца» — алтарная картина Фернандо де Льяноса

## В массовой культуре
- В романе «Ганнибал» утверждается, что доктор Лектер — потомок этого рода.
- Сфорца (2016) — телеспектакль Центра имени Вс. Мейерхольда (реж.-постановщик Алексей Жеребцов) по пьесе Саши Денисовой, в роли Франческо Сфорца — Андрей Смирнов.

## Графы Санта Фьора
Сын Муцио Аттендоло от первого брака Босио был убит молодым, но оставил потомство от наследницы графов Санта Фьора в Тоскании Сесилии Альдобрандески. Потомки Босио правили в Тоскане до середины XVII века, пережив все остальные ветви дома Сфорца.